# 特雷姆府邸

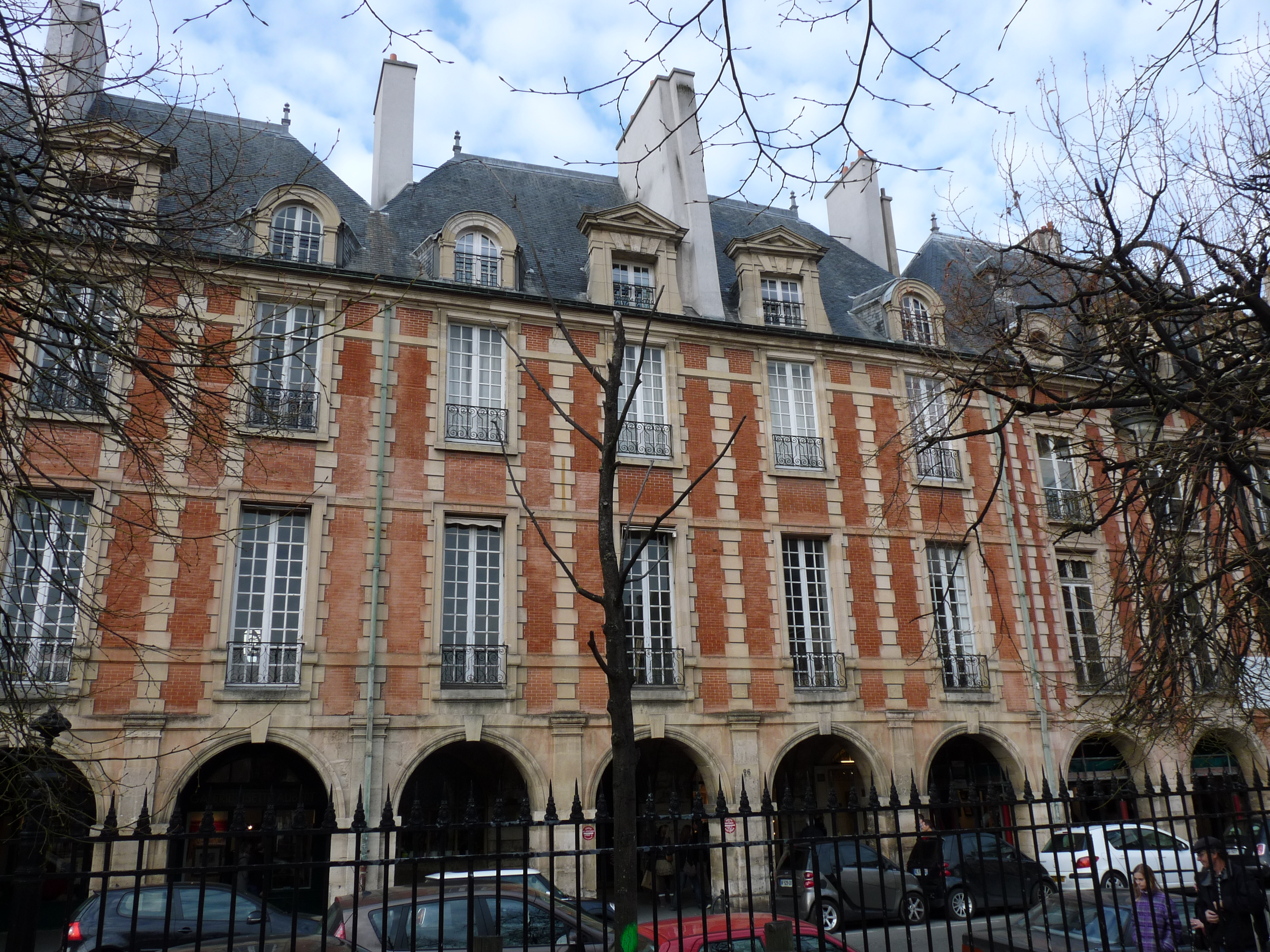

特雷姆府邸（Hôtel de Tresmes）是一座法式府邸，位于巴黎第三区孚日广场26号。它座落在孚日广场北侧，介于维特里府邸（Hôtel de Vitry）与埃斯皮努瓦府邸（Hôtel d'Espinoy）之间。

## 历史

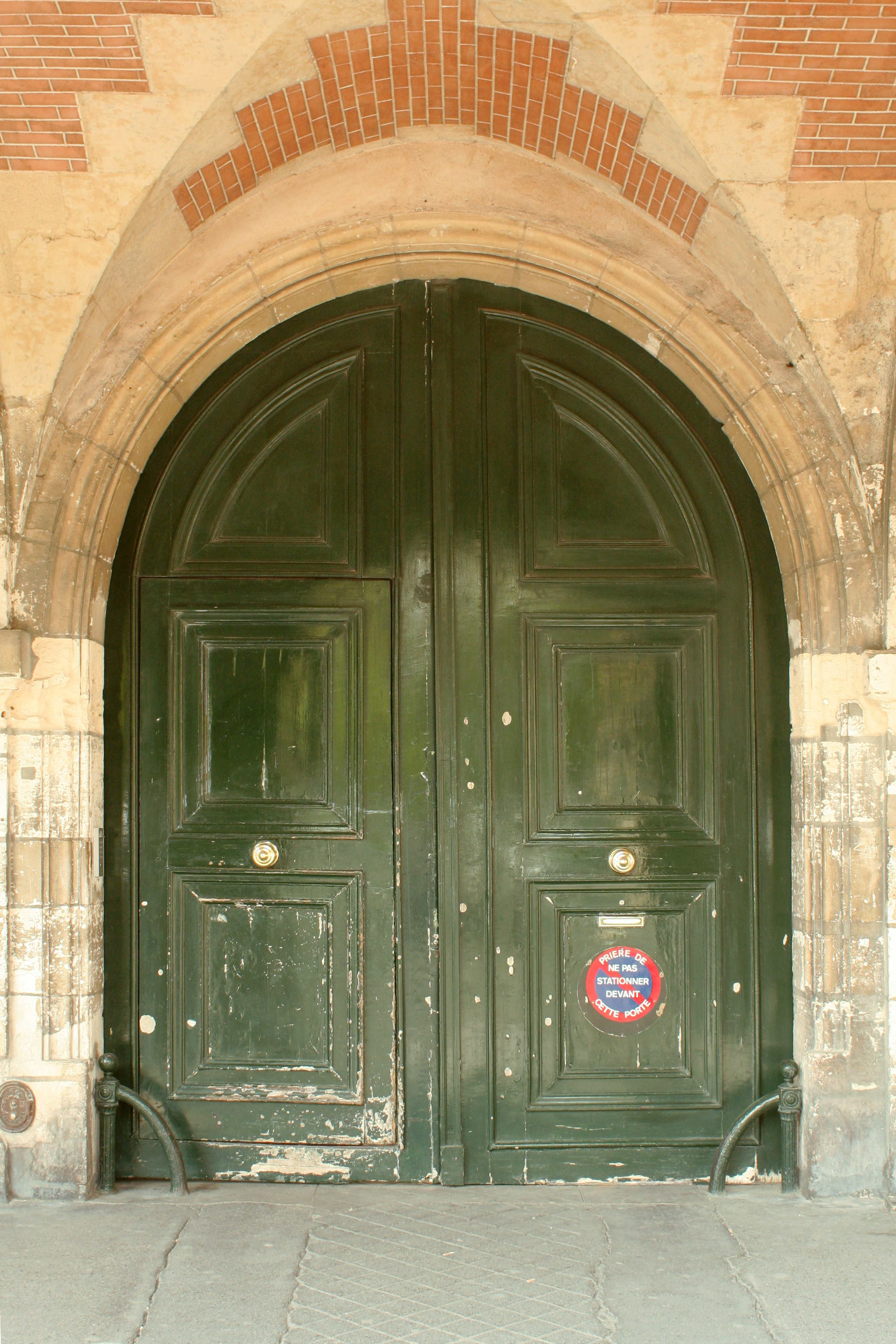

该建筑建于1605 - 1612年。1956年列为法国历史遗迹。.